# Пётркув-Трыбунальски (станция)
Пётркув-Трыбунальски (пол. Piotrków Trybunalski) — пассажирская и грузовая железнодорожная станция в городе Пётркув-Трыбунальски, в Лодзинском воеводстве Польши. Имеет 2 платформы и 3 пути. Относится по классификации к категории C, т.е. обслуживает от 300 тысяч до 1 миллиона пассажиров ежегодно.
Станция 1 класса построена на линии Варшаво-Венской железной дороги и открыта 29 сентября (11) октября 1846 года, когда эта территория была в составе Царства Польского.На 1889 год у станции 2 класс.В 1889 году перестроена промежуточная платформа из гравия в каменную с покрытием бетонными плитами системы Деверса 3000х28/7.
В 1875 году устроена новая товарная станция.
В 1880 году проложен путь в печь для обжигания извести Мейера, длиной 0,400 вёрст,позднее к кирпичному заводу М.Брауна, 1881 году  к паровой мельнице Крипса., 1897 году  к стекольному заводу «Кара» Э.Геблера, длиной 0,086 вёрст и к стекольному заводу «Анна» Баронессы Шлипенбах и Мозеса Тувима, длиной 0,287 вёрст, в 1911 году завод был переименован в «Гортензия», 1899 году  к лесопильному заводу Гольдлюста.
В 1904 году проложен перегрузочный путь от товарной станции Петроков к узкоколейному Петроковско-Сулеевскому подъездному пути и сдан в эксплуатацию 1 мая 1904 года